# Aeroportul Municipal Goshen
Aeroportul Municipal Goshen (IATA: GSH, ICAO: KGSH, FAA LID: GSH) este un aeroport din Indiana, Statele Unite ale Americii ce deservește zona Goshen⁠(d). Aeroportul a fost tranzitat în 2019 de 78 de pasageri. A fost numit după zona deservită.
Situat la o altitudine de 252 m, aeroportul dispune de 2 piste.

## Infrastructură

### Piste
Aeroportul dispune de 2 piste. Pista 05/23 are suprafața de Iarbă și dimensiunile 2.497 picioare × 180 picioare. Pista 09/27 are suprafața de asfalt și dimensiunile 6.050 picioare × 100 picioare. 